# Culotte

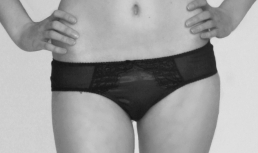
Culotte da donna

Per culotte (in italiano: /ku'lɔt/ o /ku'lɔttə/; in francese: culottes /ky.lɔt/) si intende un coprimutanda da donna o da uomo che copre interamente i fianchi e scende sotto i glutei.

## Origine e terminologia
In sé, la parola culotte è di origine francese e deriva, in ultima analisi, da cul ovvero "sedere". In francese, però, il termine ha un'accezione più vasta, indicando in generale qualunque capo di abbigliamento che ricopre separatamente le due gambe, e quindi anche il polpe, i tipici pantaloni al ginocchio che furono a lungo un abito tradizionale delle classi elevate (i sanculotti si fregiavano dell'uso dei pantaloni, in contrapposizione a questo indumento considerato aristocratico). La culotte italiana, che fa parte dell'abbigliamento intimo, corrisponde più propriamente a quella che i francesi chiamano petite culotte.
Le culotte sono anche note per essersi gradualmente ridotte in dimensioni, con la forma simile ai boxer divenuta rara. In francese, il termine culotte è attualmente usato esclusivamente per indicare le mutandine femminili senza gambine, mentre la parola shorty viene impiegata per la biancheria intima con una sagoma squadrata, una convenzione che viene gradualmente adottata anche in Italia da numerosi venditori e produttori. In tal senso, la differenza rispetto allo slip riguarda principalmente i materiali: lo slip, indumento unisex, è sempre realizzato in cotone, mentre le culotte sono confezionate in pizzo, ecc.

## Tipi di culotte
La culotte può essere in tessuto rigido (cotone o seta) oppure in tessuto elastico (invisibile sotto i pantaloni o abiti aderenti).
Si differenzia dalla guaina, perché quest'ultima è altamente contenitiva.